# Under Suspicion (filme britânico de 1919)
Under Suspicion é um filme mudo britânico de drama dirigido por Walter West. and starring Horace Hunter, Hilda Bayley and Cameron Carr.

## Cast
- Horace Hunter .... major Paul Holt
- Hilda Bayley .... condessa Nada
- Jack Jarman .... irmão da condessa
- Cameron Carr .... conde Vasiloff
- Arthur Walcott .... Peter Kharolff
- Dorothy Warren .... Marie Petrovsky
- Henry Latimer .... general Norvaard